# العالم ليس كافيا
العالم ليس كافياً (1999) (بالإنجليزية: The World Is Not Enough)‏ هو الفيلم التاسع عشر ضمن سلسلة أفلام جميس بوند، والفيلم الثالث الذي يلعب فيه بيرس بروسنان دور عميل MI6 جيمس بوند، ومن بطولة أيضاً صوفي مارسو وروبرت كارليل ودنيس ريتشاردز. بلغت تكلفة إنتاج الفيلم حوالي 135 مليون دولار بينما حقق أرباحا تقدر بـ 361,832,400 دولار.

## القصة
في الفيلم يشكف جيمس بوند عن مخطط لزيادة أسعار النفط عن طريق إثارة انصهار نووي في مياه إسطنبول.

## روابط خارجية
- العالم ليس كافيا على موقع IMDb (الإنجليزية)
- العالم ليس كافيا على موقع ميتاكريتيك (الإنجليزية)
- العالم ليس كافيا على موقع روتن توميتوز (الإنجليزية)
- العالم ليس كافيا على موقع نتفليكس (الإنجليزية)
- العالم ليس كافيا على موقع ألو سيني (الفرنسية)
- العالم ليس كافيا على موقع أول موفي (الإنجليزية)
- العالم ليس كافيا على موقع بوكس أوفيس موجو (الإنجليزية)
- العالم ليس كافيا على موقع فيلمافينيتي (الإسبانية)
- العالم ليس كافيا على موقع قاعدة بيانات الأفلام السويدية (السويدية)
- العالم ليس كافيا على موقع قاعدة بيانات الفيلم (الإنجليزية)